# Gustav Rosenberger
Gustav Rosenberger (geboren 4. Dezember 1909 in Schmalkalden; gestorben 7. April 1983) war ein deutscher Tierarzt, Chefredakteur und Hochschullehrer für Rinderkrankheiten (Buiatrik) an der Tierärztlichen Hochschule Hannover.

## Leben und Werk
Er war der Sohn von Heinrich Rosenberger, nahm nach dem Schulabschluss ein Studium der Veterinärmedizin auf und promovierte zum Dr. med. vet. Später habilitierte er sich. 1942 wurde er Dozent an der Tierärztlichen Hochschule Hannover. 1943 wechselte er als Dozent an die Universität Posen, wo er 1945 zum Professor ernannt wurde. Nach der Vertreibung aus Posen übernahm er 1945 die Leitung einer privaten Tierklinik in Sarstedt. 1953 wurde er in Hannover zum Professor und Direktor der Klinik für Rinderkrankheiten an der Tierärztliche Hochschule ernannt. Er wurde auch Chefredakteur der BpT-Verbandszeitschrift Der praktische Tierarzt.
Die Tierärztliche Hochschule Hannover vergibt regelmäßig den Gustav Rosenberger-Gedächtnispreis.

## Schriften (Auswahl)
- Die Diagnose des ansteckenden Verkalbens aus Nachgeburten mittels der Komplementbindungs- und Präzipitationsmethode. Hannover 1934.
- Die Enthornungsmethoden für Rinder. Hannover 1957.
- (mit Gerrit Dirksen): Die klinische Untersuchung des Rindes. Hannover, Hamburg 1964.
- (mit Gerrit Dirksen und Tadeusz Glazer): Kliniczne badanie bydła. Warszawa 1974.
- (mit Gerrit Dirksen): Clinical examination of cattle. München 1979.